# Tabernacolo

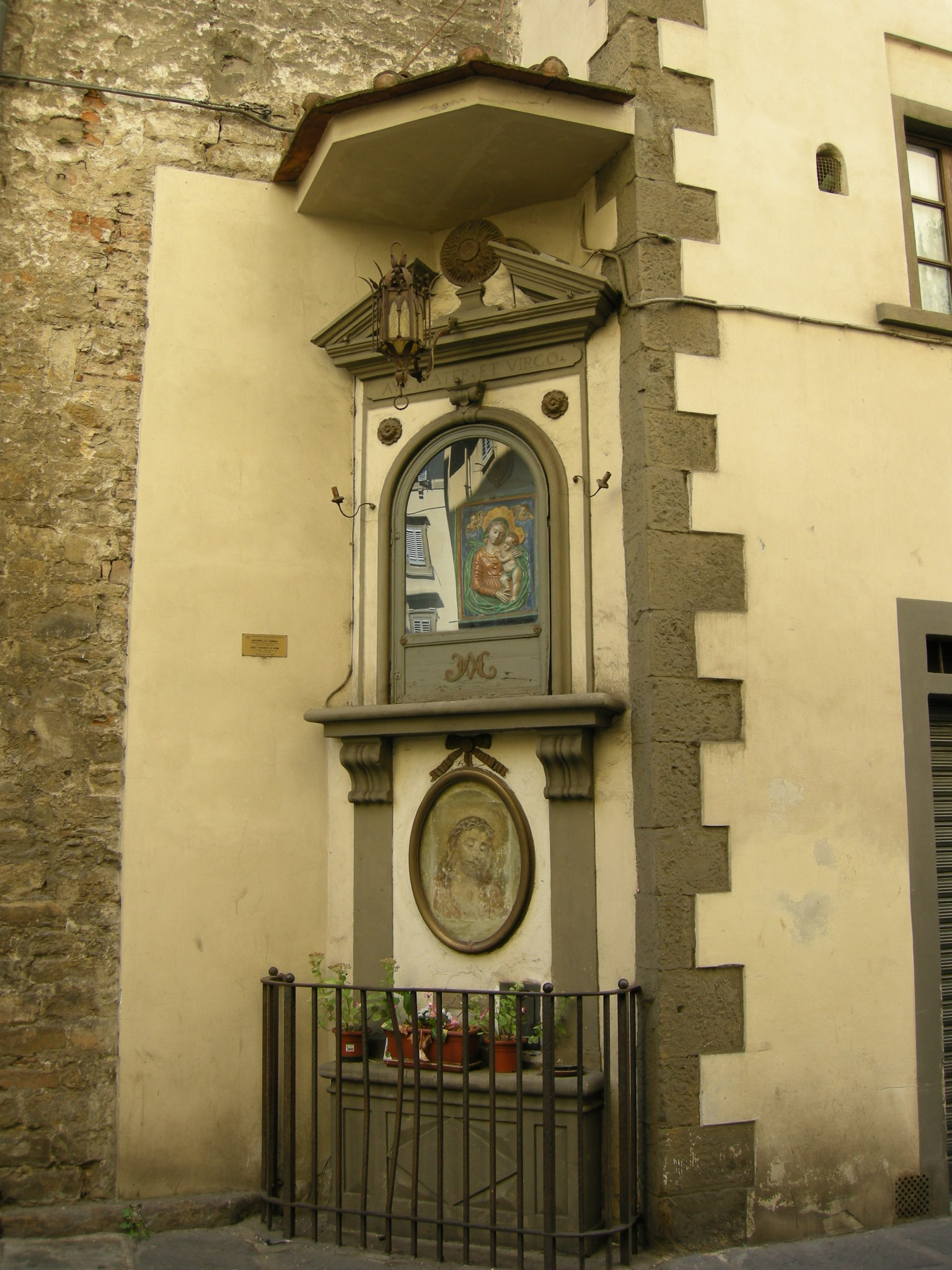
Le tabernacolo San Pancrazio, via della spada, à Florence.

Pour les Italiens, un tabernacolo est, en plus de ses autres acceptions religieuses, un tabernacle particulier construit sous forme d'un petit édicule votif érigé sur un mur ou dans un coin de rue publique et à l'intérieur duquel une image sacrée (peinte ou sculptée) permet la dévotion et la protection religieuse des passants.

## À Florence
La ville comporte un nombre important de tabernacoli datant de la Renaissance et l'église Orsanmichele est pourvue sur les quatre faces de  son pourtour de niches votives sculptées en tabernacoli des saints protecteurs des corporations professionnelles (les Arti).
|  |  |  |